# Schweinitz (Jessen)

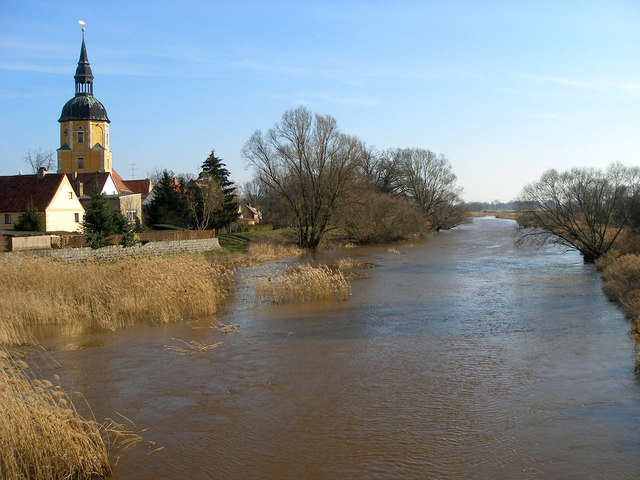
Schwarze Elster

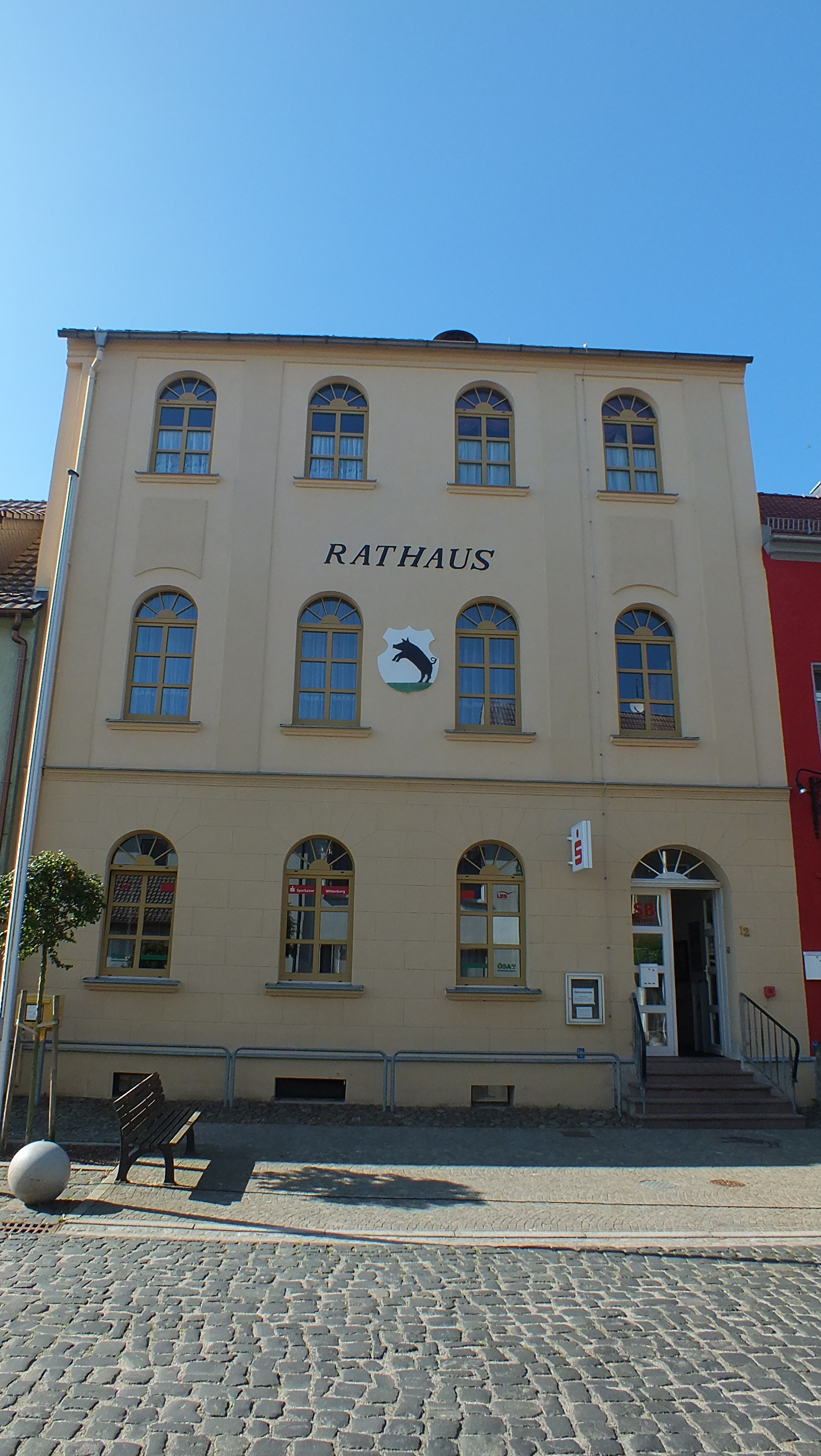
Rathaus

Stadt Schweinitz ist ein Ortsteil der Stadt Jessen (Elster) im Landkreis Wittenberg des Landes Sachsen-Anhalt.

## Geografie
Die ehemalige Stadt liegt an der Schwarzen Elster rund sechs Kilometer östlich von Jessen an der B 187 an der Einmündung des Schweinitzer Fließes in die Schwarze Elster.
Zwischen Jessen und Schweinitz befindet sich eines der nördlichsten deutschen Weinbaugebiete.

## Herkunft des Namens
Eine Urkunde des Klosters Neuwerk zu Halle aus dem Jahre 1121 erwähnt erstmals eine Ortschaft namens Swinze. Rund sechzig Jahre später findet sich die Bezeichnung „Swinze“ in einer Schenkungsurkunde vom 14. Februar 1182. Hierin überträgt der Erzbischof Wichmann von Seeburg zu Magdeburg dem Kloster Neuwerk in Halle verschiedene Besitzungen, zu denen auch 100 Hufen Land im Wald zu Schweinitz beim Gutterberg gehören. Letzteres gehörte bis zu diesem Zeitpunkt dem Grafen Heinrich von Wettin. In derselben Urkunde wird in Schweinitz ein Augustinerkloster gestiftet, das auf dem anderen Ufer der Elster auf einem Hügel gestanden hat und zu dem eine Marienkapelle gehörte. Anno 1187 wurde Schweinitz auch als Burgward erwähnt.
Aus „Swinze“ ist im 13. Jahrhundert schließlich „Swiniz“ entstanden. Im Hauptstaatsarchiv Dresden befindet sich ein Dokument von 1254, das zwei Brüder aus Schweinitz angibt, „Henricus et Witigo, fratres de Swiniz“. Vermutlich wurde die ehemalige wendische Befestigungsanlage auch im späten 13. Jahrhundert noch als solche genutzt, denn 1290 wird „Swinitz“ als Burgward genannt. Die Bezeichnung „Swinitz“ sollte bis ins 15. Jahrhundert namengebend für den Ort an der Schwarzen Elster bleiben.
Eine Urkunde von 1339 beschreibt Schweinitz bereits als eine kleine Siedlung mit Kirche im Schutze des Burgwardes. Der Zusatz „civitas“ findet sich 1350 in den Urkunden, von einer Stadt Schweinitz ist erstmals 1373 die Rede. Zu dieser Zeit spricht man neben „Swinitz“ (1374) auch von „Swinicze“ (1378).
Aus dem Jahr 1404 findet sich eine Erwähnung der Kalandsbruderschaft des um 1182 gegründeten Augustinerklosters. Weitere urkundliche Erwähnungen sind 1452 „Swinicz“, 1462 „Sweinitz“ sowie ab 1508 schließlich „Schweinitz“.

## Geschichte
Der Ursprung des Namens liegt wahrscheinlich an der einstigen wildschweinreichen Gegend, in welcher die askanischen Kurfürsten gern gejagt haben. Es existierte zu dieser Zeit bereits ein Jagdhaus Schweinehatz. Der Ort Schweinitz entwickelte sich im Schatten einer Burg, die vom askanischen Markgrafen Albrecht I. (Brandenburg), auch Albrecht der Bär genannt, im frühen 12. Jahrhundert erbaut worden ist.
Wahrscheinlich haben aber bereits wendische oder sorbische Siedler hier eine erste Siedlung mit sicherndem Burgwall angelegt. Die Gegend um Schweinitz gehörte seit dem 11. Jahrhundert zur Mark Lausitz, dann zur Mark Brandenburg. Nach dem Tod des  Markgrafen Konrad I. und laut einer Urkunde von 1182 war das Gebiet ein Pertinenzstück der Grafschaft Wettin. Heinrich von Wettin, Sohn von Konrad dem Großen, schenkte im 12. Jahrhundert den größten Teil der Schweinitzer Pflege dem Neuwerkskloster zu Halle. Dieses trat es dann Anfang des 13. Jahrhunderts an das Erzstift Magdeburg ab. Hier wurde um 1182 ein Augustinerkloster gestiftet, welches sich jenseits der Elbe auf einem Hügel, heute „Kapelle“ genannt, befand. Dazu gehörte eine Marienkapelle, die bis 1502 bestand, in ihr wurde Ablass erteilt.
Eine Urkunde von 1339 besagt, dass bei der Burg bzw. dem Schloss Schweinitz bereits ein kleiner Ort mit Kirche gestanden hat. 1350 wurde die Siedlung erstmals als „civitas“ bezeichnet; das Stadtrecht erhielt sie 1373. Durch die sächsischen Kurfürsten erhielt Schweinitz mit seinen bei den Kurfürsten sehr beliebten Jagdgründen zahlreiche Vorteile. Im Jahre 1362 überließ der Magdeburger Erzbischof Erzherzog Dietrich von Portiz, genannt Kagelwitt aus Stendal, dem Kurfürsten Rudolf II. die Vesten Schweinitz und Wiesenburg gegen das Schloss Gatersleben. Schloss und Ort Schweinitz gehörten ab dato zum Herzogtum Sachsen-Wittenberg.
Die Gegend um Schweinitz wird von den Flüssen Elbe und Schwarze Elster durchzogen, in letztere fließt bei Schweinitz unter dem Schloss der Fließbach ein. Die zahlreichen Überschwemmungen und Hochwasser sowie die eher sandigen Böden gaben schlechte Voraussetzungen für den Ackerbau. Das einstige Schloss Schweinitz selbst hat häufig unter Wasser gestanden, wovon Urkunden berichteten. Der regional hier anzutreffende und nah unter der sumpfigen Erdoberfläche befindliche Raseneisenstein wurde häufig zum Mauerbau verwendet. Auch das Schloss bestand zu großen Teilen aus diesem Material. Hier hielten sich vom Ende des 14. bis zur Mitte des 16. Jahrhunderts die sächsischen Kurfürsten der askanischen Linie des Öfteren auf.
Durch den Einsturz eines Turmes verlor Kurfürst Rudolf III. (Sachsen-Wittenberg) im Jahre 1406 seine beiden Söhne Wenzel (er sollte später der Erzbischof zu Magdeburg werden) und Sigismund. Sie wurden zusammen mit dem Hofmeister und sechs Edelknaben in der Nacht vom Schlossturm erschlagen, welcher zum Teil in die Schlafgemächer und zum Teil in die Elster stürzte. Das Schloss war zu jenem Zeitpunkt schon recht baufällig gewesen.
Kurfürst Albrecht III. (Sachsen-Wittenberg), der Bruder von Kurfürst Rudolph III., gab die Pflege Schweinitz seiner Frau Offka als Leibgedinge. Als Witwensitz erhielt es später die Kurfürstin Hedwig von Dänemark und Norwegen. Mit dem Tod von Albrecht im Jahr 1422 erlosch die askanische Linie Sachsen-Wittenberg und das Gebiet ging an die Wettiner über.
Kurfürst Ernst, der Vater des späteren Kurfürsten Friedrichs III., „des Weisen“, ließ das Schloss zwischen 1470 und 1486 wieder herrichten und ein Jagdschloss mit Forsthof und Tiergarten anlegen. Er verstarb 1486 beim Sturz von seinem Pferd während einer Jagd bei Schweinitz. Nachdem 1505 durch den Harnischmacher Blasius fast der gesamte Ort niedergebrannt war, schenkte Friedrich der Weise 1515 den Bewohnern als Entschädigung das Vorwerk Neuenhof.
Martin Luther hat ab 1521 mehrere Predigten in der Schweinitzer Kirche gehalten, während seiner Aufenthalte übernachtete er im damaligen „Hohen Haus“, heute Schliebener Str. 28. Auch der aus Dänemark vertriebene König Christian II. hielt sich zeitweilig im Schweinitzer Schloss auf und besuchte am 6. Oktober 1523 eine Predigt Luthers im Ort. Kurfürst Johann der Beständige, Bruder von Friedrich dem Weisen, hatte das Jagdschloss Schweinitz zu seinem Lieblingsschloss auserkoren. Er soll nach einem Schlaganfall im Beisein Luthers und Melanchthons am 16. August 1532 verstorben sein. Nach seinem Tod stand das Schloss leer und wurde schließlich 1576 abgetragen. Nur der so genannte „Bürgerturm“ wurde noch als Gefängnis genutzt. 1668 wurde der Galgen erneuert, um damit den inhaftierten Hans Christoph Flegel hinzurichten. 1733 wurde in Schweinitz ein Rad errichtet, auf welches der für seine Straftaten hingerichtete Mügel zur Abschreckung gelegt wurde. Es handelte sich um eines der letzten Räder, die im Kurfürstentum Sachsen errichtet wurden. Teile des Schlosses sollen noch bis in die 1840er Jahre existiert haben; vollständig abgerissen wurden die restlichen Schlossgebäude erst im späten 19. Jahrhundert.

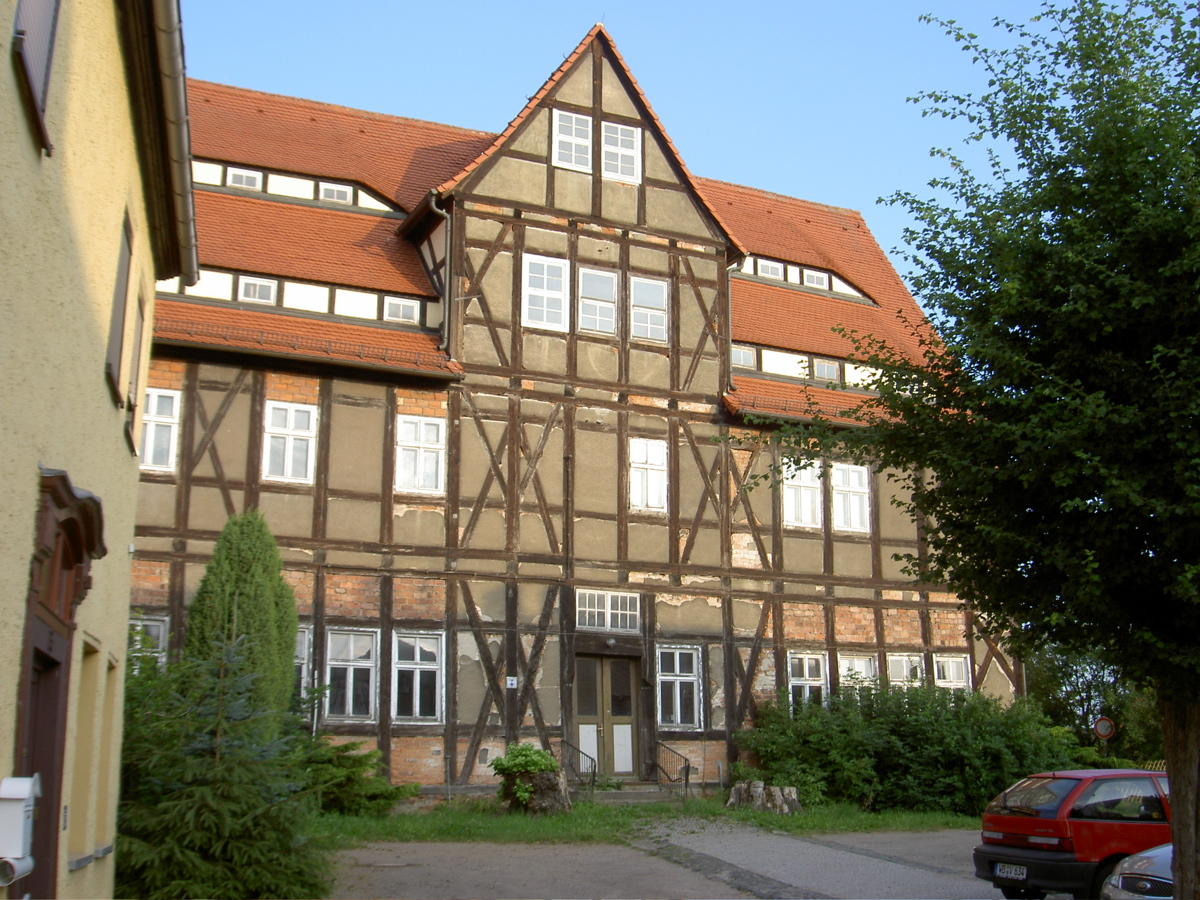
Amtshaus

Schweinitz war nach der Einteilung des Kurfürstentums in Kurkreise und Ämter Sitz des Amtes Schweinitz. Zur Verwaltung des Amtes wurde um 1600 auf dem Gelände des einstigen Jagdschlosses das Amtshaus errichtet, in dem u. a. ein Justizamtmann seine Dienste versah. Die Stadt Schweinitz hatte Sitz und Stimme auf dem Landtag und zählte zu dieser Zeit rund 600 Einwohner. Zwei weitere Stadtbrände richteten 1637 und 1665 schwere Verwüstungen an, bei denen auch das Amthaus und Teile der Kirche zerstört wurden. Das Amthaus wurde 1668 wieder aufgebaut, der Kirchturm erst 1714.
Der Ort gab dem früheren Landkreis Schweinitz mit Sitz in Herzberg seinen Namen. Schweinitz verlor durch die Eingemeindung nach Jessen am 1. Januar 1993 seine Selbstständigkeit.

## Kultur und Sehenswürdigkeiten

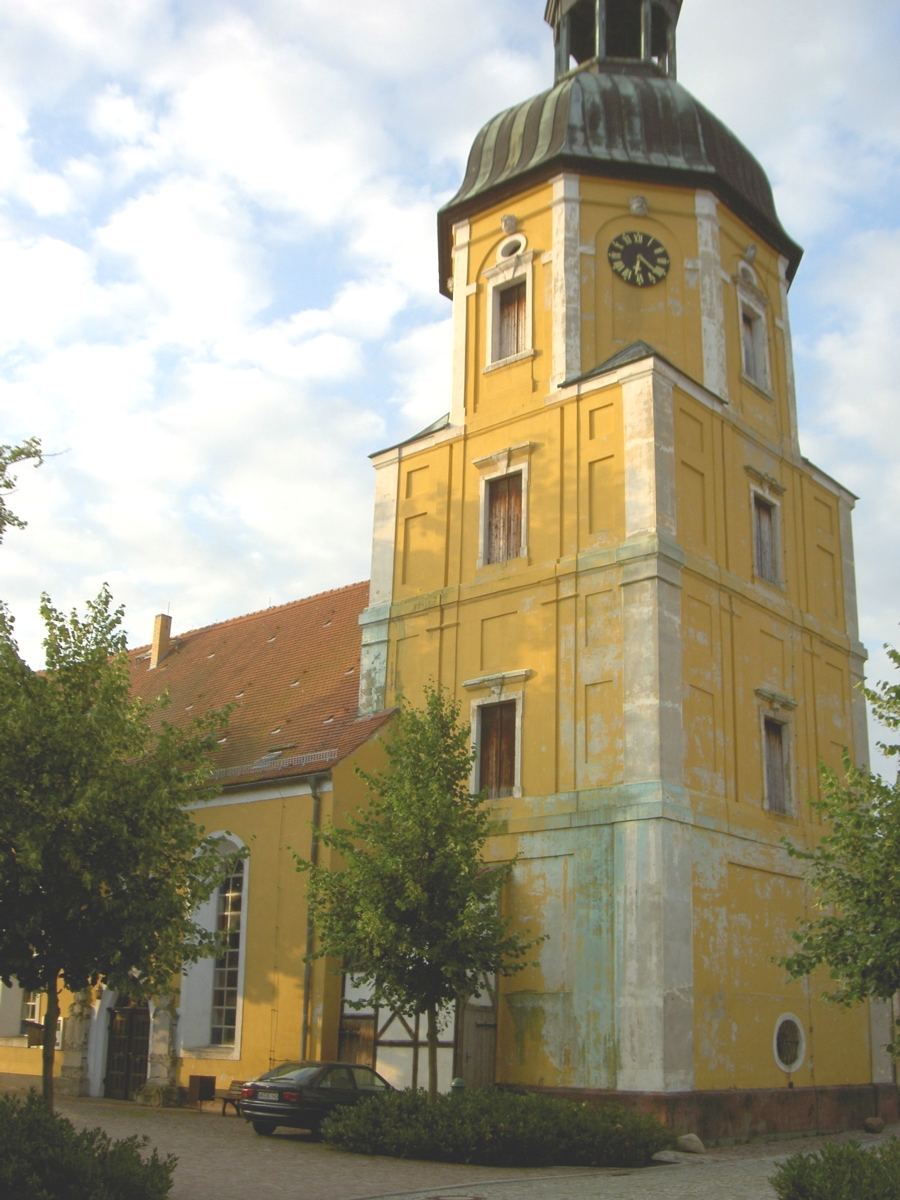
Kirche Sankt Marien

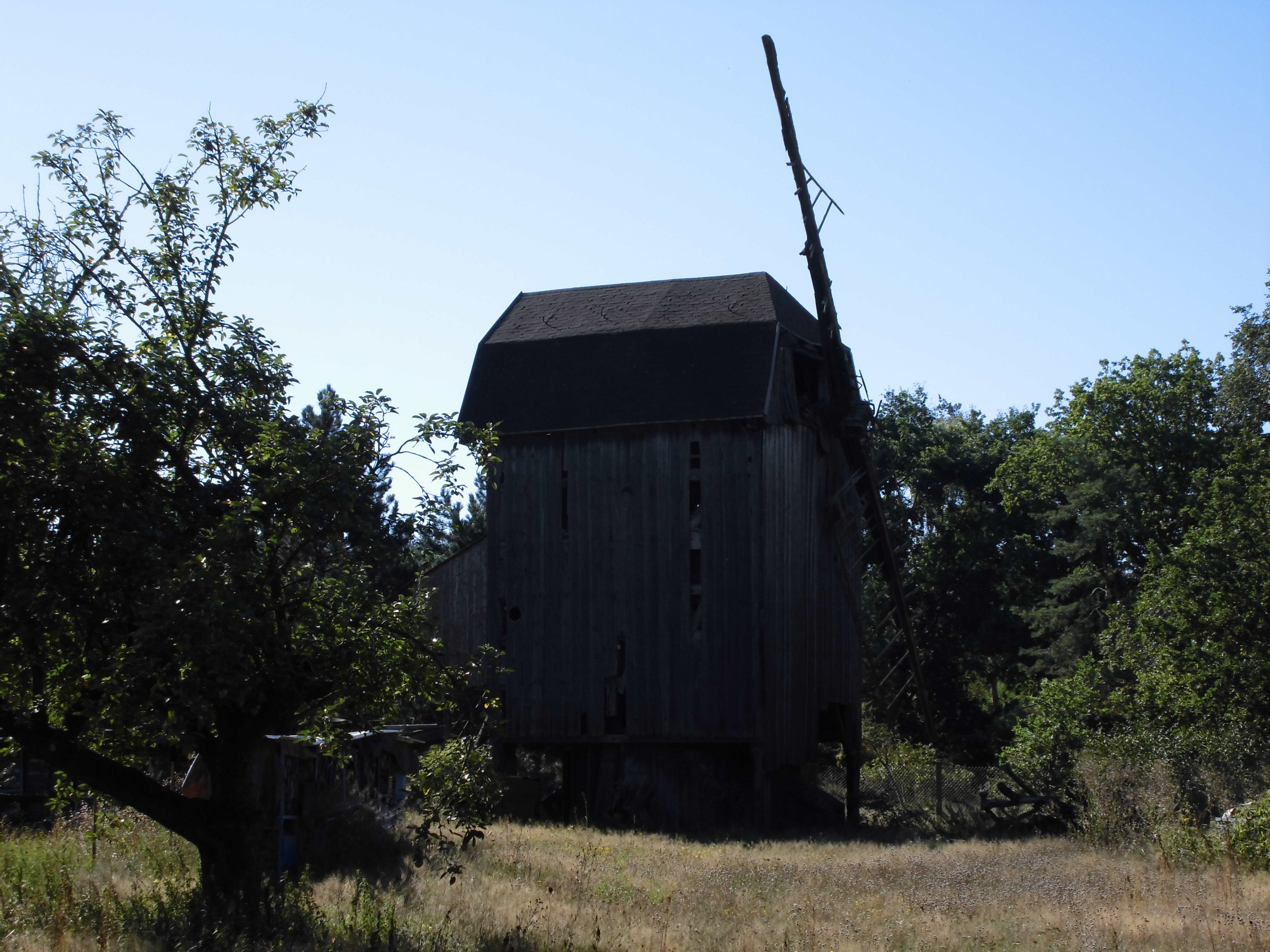
Windmühle

### Bauwerke
- ehemaliges Amtshaus Schweinitz
- denkmalgeschützte Windmühle
- Pfarrkirche Sankt Marien, Am 1. Juli 1385 erfolgte die Grundsteinlegung für den Bau einer Kirche im spätgotischen Stil in Kreuzform, mit dem Namen „Kirche zum Heiligen Kreuz“. Davon ist die Apsis erhalten geblieben. Romanische Reste zeugen wahrscheinlich von einem älteren Vorgängerbau in Form einer Steinkirche aus dem 11./12. Jahrhundert.

Am 16. April 1637 brannte die Stadt samt dem Turm und der Nordseite der Kirche ab. Die Brandlegung wird auf die „Schwedischen Reuther“ zurückgeführt. Auf einem Stich von Dillich besaß die Kirche damals einen kleinen spitzen Turm. Im Zuge des Wiederaufbaus wurde die ehemalige Kreuzform nicht wieder aufgebaut, der südliche Kreuzschenkel ist erhalten geblieben, es erfolgte eine Erweiterung des Kirchenschiffes nach Norden. Die Kirche wurde in „Marienkirche“ umbenannt.
In den Jahren 1713 bis 1714 wurde wieder ein Turm errichtet. Den Bau finanzierte der in der Stadt tätige Jurist Veit Ludwig Megander über eine Lotterie. Originaldokumente dazu fanden sich im Kirchturm. Dieser wurde im Stil des Norddeutschen Barock errichtet. Auf eine Vierung setzte man ein Oktogon, darüber wölbte sich eine Haube, die in eine Laterne von acht Säulen überging. Es folgten ein doppelter Helm mit Knopf, Wetterfahne und Stern.
Eine zweite kleine Begräbniskirche, die Gottesackerkirche, wurde erst 1779 erbaut. Heute ist die im südlichen Stadtteil gelegene Marienkirche, eine gegen Norden erweiterte Anlage der Spätgotik, die Hauptkirche der Stadt.

### Gedenkstätten

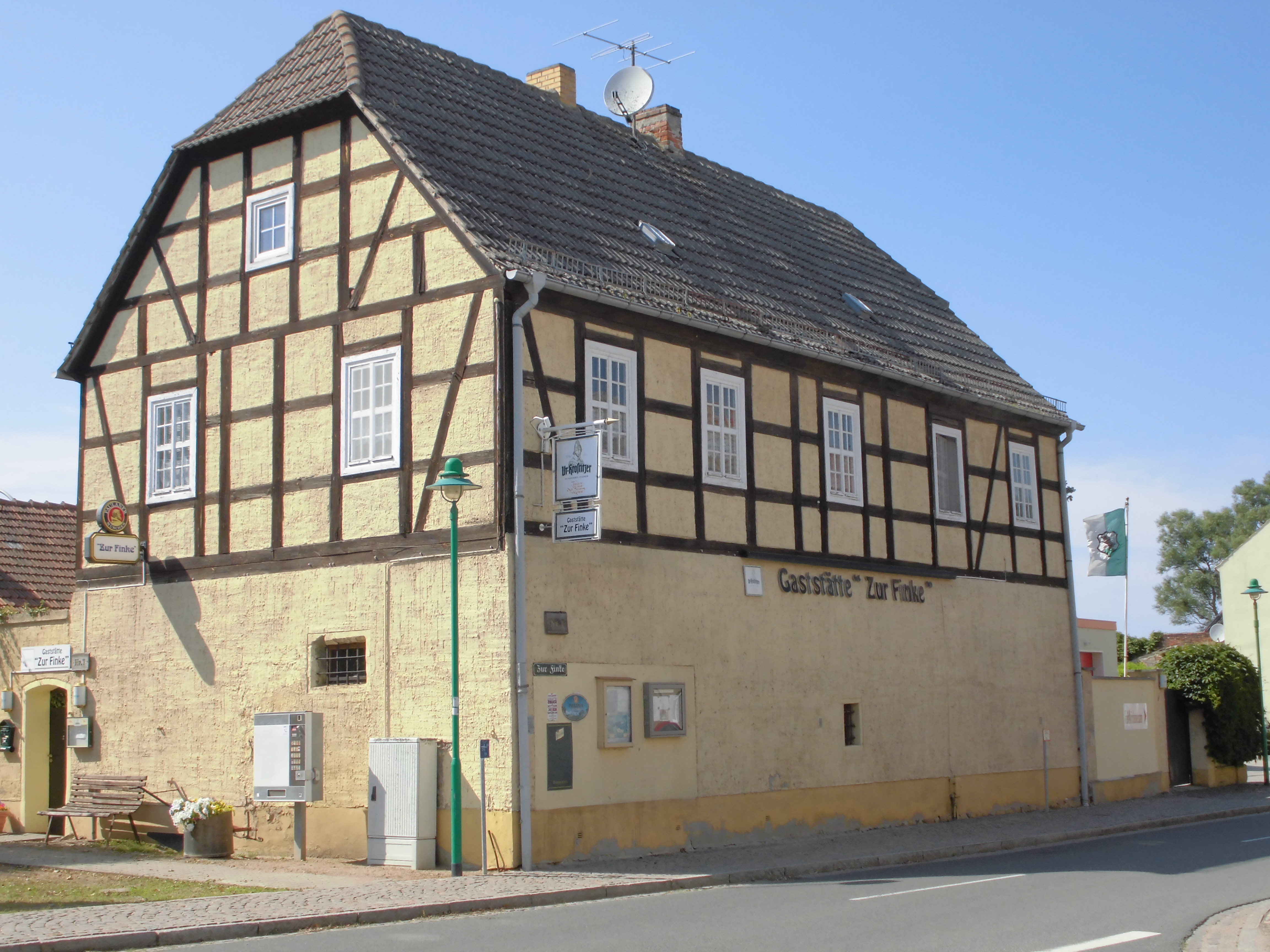
Ehemalige Schule

- Gedenktafel in der Brauhausgasse für den Kommunisten Otto Hillmann, der 1945 im KZ Sachsenhausen ermordet wurde
- Ehrenmal von 1971 auf dem Gelände der Grundschule (zu DDR-Zeiten POS Hans Beimler) Obere Weinberge 31 zur Erinnerung an den Spanienkämpfer Hans Beimler

## Söhne und Töchter der Stadt
- Veit Ludwig Megander (?–1709), evangelischer geistlicher Schriftsteller
- Moritz Wilhelm Heffter (1792–1873), Historiker und Gymnasiallehrer
- Gottfried Carl Freitag (1794–1872), evangelisch-lutherischer Pfarrer und Autor
- August Wilhelm Heffter (1796–1880), Rechtsgelehrter
- Hermann Hilliger (1806–1872), evangelisch-lutherischer Pfarrer und Autor
- Walther Siegmund-Schultze (1916–1993), Musikwissenschaftler und Hochschullehrer
- Hella Brock (1919–2020), Musikwissenschaftlerin